# Georgewitzer Skala

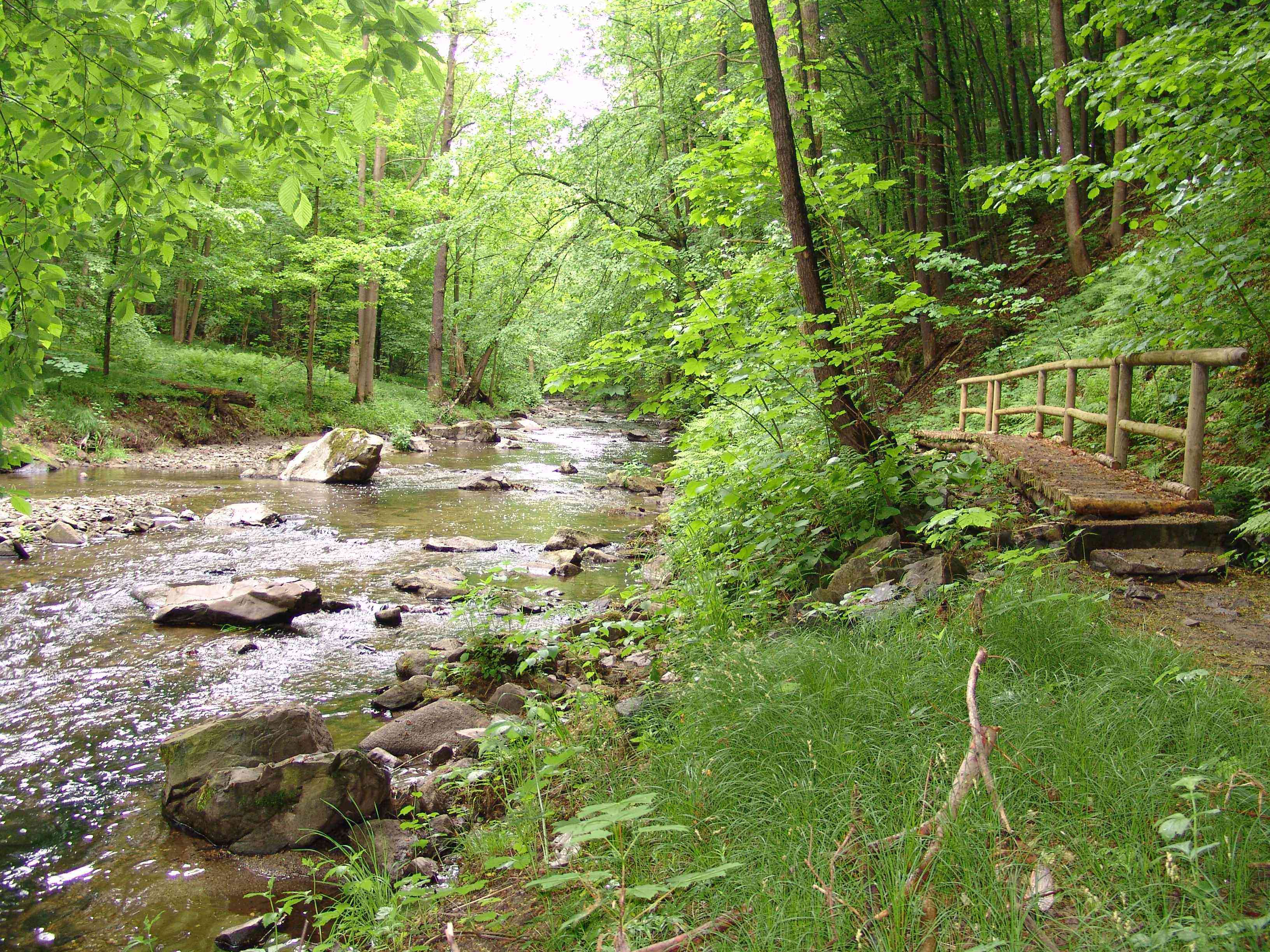
Löbauer Wasser in der Georgewitzer Skala

Die Georgewitzer Skala (obersorbisch Korečanska skała) ist ein Felsental des Löbauer Wassers nördlich von Löbau zwischen den Ortslagen Georgewitz und Oppeln.
Sie wurde aufgrund ihrer geomorphologischen Besonderheiten und ihrer vielfältigen Naturraumausstattung (naturnahe Laubwaldgesellschaften) schon 1961 als Naturschutzgebiet mit gleichem Namen und einer Größe von 34 Hektar ausgewiesen. Die Grenze des vorwiegend bewaldeten Naturschutzgebiets bildet dabei ein scharfer Übergang von Wald zu Acker.

## Geologie
Die Georgewitzer Skala wurde auf einer Länge von ca. 1,3 km durch die erosive Wirkung des Löbauer Wassers als tief eingeschnittenes, von Süd nach Nord gerichtetes, schluchtenartiges Felsental (skala = slawische Bezeichnung für Fels) geschaffen. Diese Form eines Durchbruchstals ist in der Oberlausitz, besonders im Oberlausitzer Gefilde, häufiger anzutreffen (vgl. Gröditzer Skala, Lausker Skala). Das geologische Ausgangsgestein, der Westlausitzer Granodiorit bzw. der Zweiglimmergranodiorit, wurde durch den Erosionsprozess in Jahrtausenden abgetragen. Der geologische Untergrund ist vorwiegend durch nährstoffreichen Lößlehm und Flussschotter der Weichseleiszeit bedeckt. Das Tal weist steile Hänge, Felswände und Klüfte auf, das Löbauer Wasser hat ein naturnahes, blockreiches Bachbett. Die bewaldeten Felshänge beidseitig des Baches steigen von 210 m ü. NHN in der Talsohle bis auf eine Höhe von 240 m ü. NHN an und gehen mit mäßiger Neigung in eine Hochfläche über.

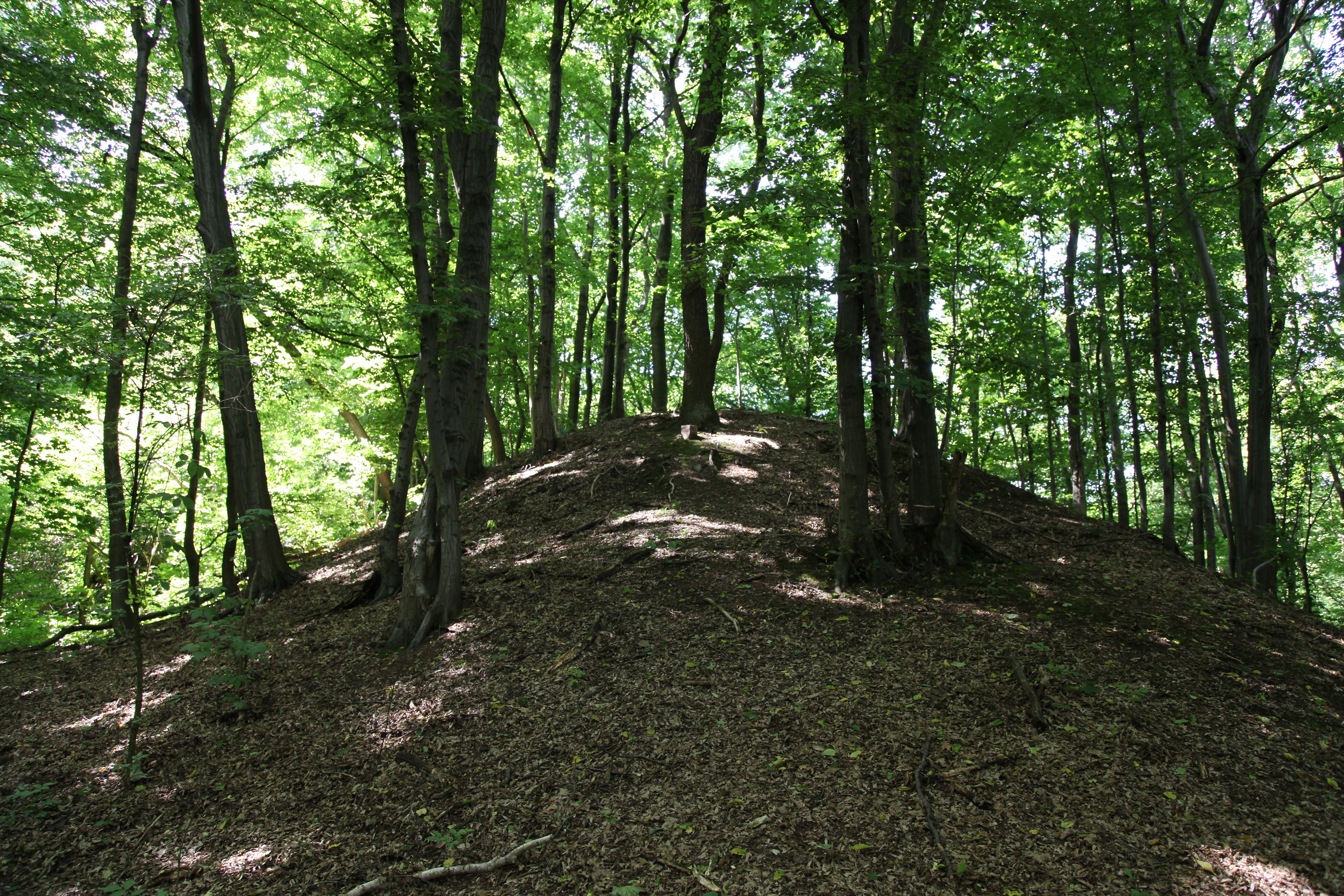
Alte Schanze

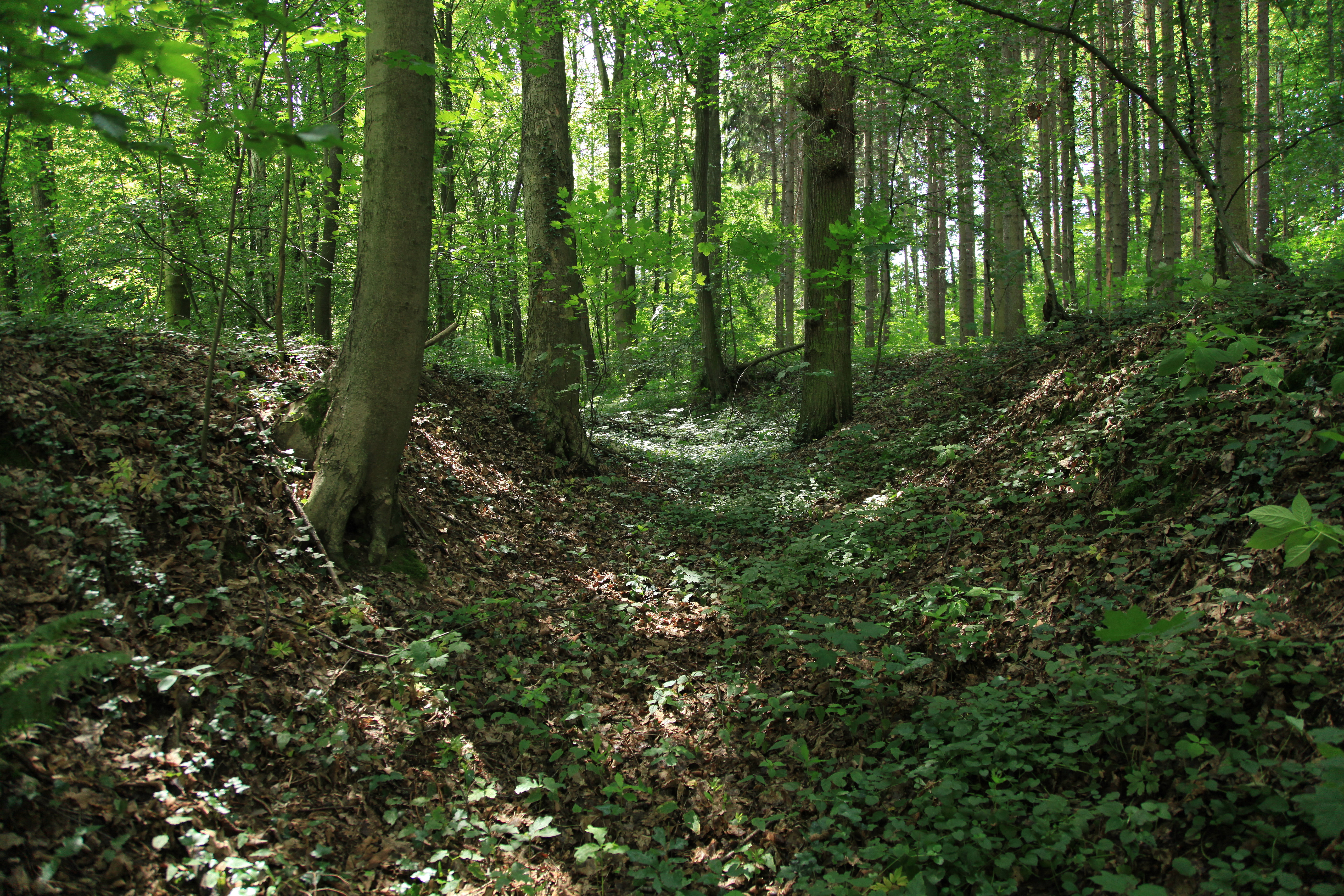
Strata antiqua Lusatiae

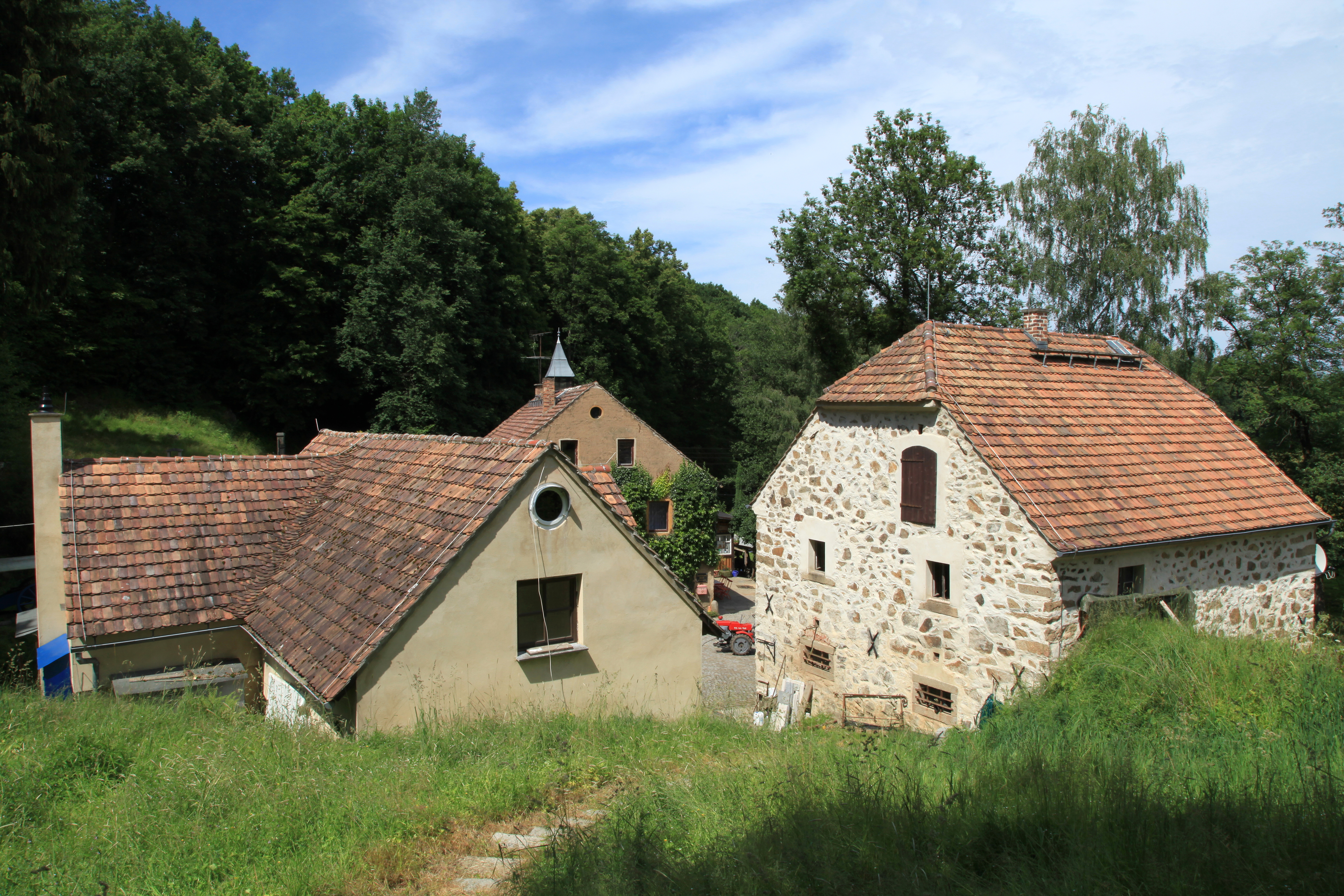
Gemauerte Mühle

## Ökologie
Eine Vielzahl unterschiedlichster naturnaher Waldgesellschaften, wie beispielsweise lindenreicher Stieleichen-Hainbuchenwald, hainbuchenreicher Traubeneichen-Buchenwald und Hainmieren-Schwarzerlen-Ufersaum prägen die Skala. Als Besonderheiten der Avifauna können Eisvogel, Kleinspecht und Gebirgsstelze genannt werden.
Hohler Lerchensporn, Dunkles Lungenkraut, Maiglöckchen und Große Sternmiere kommen als geschützte Pflanzenarten aufgrund des schwach basisch beeinflussten Granodiorit-Verwitterungsbodens der Basaltberge vor.

## Geschichte
Der Bielplatz (Bielplatz Bellwitz), ein slawischer Abschnittswall, der etwa um 1000 errichtet wurde, gehört als Kulturdenkmal zur Georgewitzer Skala.
An Georgewitz vorbei führte die strata antiqua, eine alte Sächsische Handelsstraße über Göda (bei Bautzen) nach Jauernick-Buschbach (bei Görlitz) und weiter nach Schlesien. Durchreisende Händler hatten hier an der Alten Schanze, einem noch heute erkennbaren Erdwall slawischen Ursprungs mit frühdeutscher Nachbesiedlung, der etwa um 1100 errichtet wurde, ihren Wegezoll zu entrichten.
Unterhalb der Siedlung wurde die erstmals 1425 erwähnte Gemauerte Mühle errichtet. Nach einem räuberischen Überfall 1807 wurde der Getreide-Mühlenbetrieb eingestellt und das Mühlen-Grundstück verkauft. Marschall Gebhard Leberecht von Blücher, der hier 1813 ein Feldlager im Kampf gegen Napoleon errichtete, soll vom 23. bis 26. Mai 1813 in der Gemauerten Mühle gewohnt haben.
Der Rittersprung ist der sagenumwobenste und damit bekannteste Fels der Georgewitzer Skala. Hier soll der Sage nach etwa um 1800 (?) ein Gutsherr, der eine Magd aus Bellwitz mit dem Pferd verfolgte, um sie auf sein verrufenes Schloss zu entführen, aufgesattelt in die Tiefe gestürzt sein. Die Magd versteckte sich angeblich hinter einem Baum auf dem Felsen. Der Gutsherr verfolgte sie weiter, konnte sein Pferd nicht mehr rechtzeitig zum Stehen bringen und stürzte mit gellendem Schrei, der noch heute zu hören sein soll, den Felsen hinunter.
Der überregionale Wanderweg Lausitzer Schlange im Abschnitt Löbau–Zoblitz führt östlich am Naturschutzgebiet entlang.